# 泽民巷 (银川)
泽民巷，原名药王庙巷，是宁夏回族自治区银川市的街巷。原因有药王庙而名药王庙巷，1947年改名为泽民巷。巷内均为住宅，长155米，宽5米。2019年，育才巷并入此巷。